# Culture artificielle de tissus

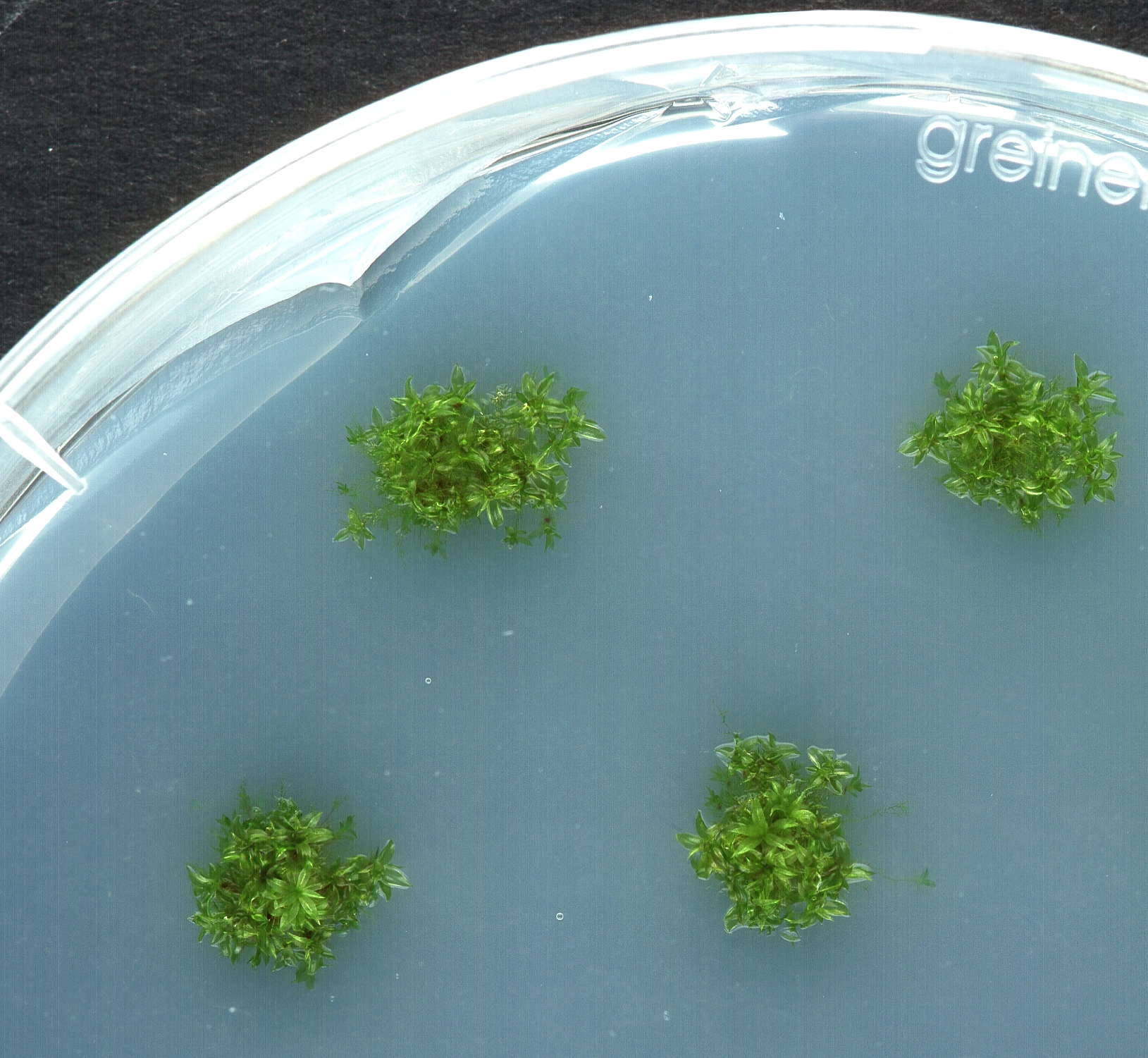
Des mousses Physcomitrella patens en culture sur agar-agar dans une boîte de Petri.

La culture artificielle de tissus réunit une panoplie de techniques utilisées pour maintenir ou faire croître des cellules, tissus ou organes végétaux. L'une de ces techniques, largement utilisée pour produire des clones d'une plante, est la culture in vitro des végétaux vasculaires.
La culture artificielle de tissus repose sur les propriétés de totipotence des cellules végétales. Elles sont en effet capables de régénérer un tissu complexe en se dédifférenciant, puis en se multipliant avant de se redifférencier. Ainsi, des méristèmes, des protoplastes (cellules végétales sans parois), des bouts de feuilles ou encore des racines, cultivés avec les bons nutriments et les bonnes phytohormones, peuvent reformer une plante entière.